# Ādaži
Ādaži är en kommunhuvudort i Lettland.   Den ligger i kommunen Ādažu novads, i den centrala delen av landet, 20 km nordost om huvudstaden Riga. Ādaži ligger 9 meter över havet och antalet invånare är 5 695.

## Historik
Slottet Neuermühlen har dokumenterats sedan åtminstone 1204.[2]
År 1492 ägde slaget vid Neuermühlen rum vid Ādaži. Efter slaget så angavs biskopen av Riga att erkänna den Tyska orden som överherre över Livland.
Det moderna Ādaži bildas runt centrum av den tidigare herrgården Gauja (Aahof) eller herrgården Gauja-Plava , men den nyaste delen av byn Vejupe på högra stranden - runt centrum ligger på tidigare Remberg herrgård (Ringenberg). Gauja herrgård låg i de gamla Bukultu och Baltezers områden. Området kallades på 1800-talet för Ādaži-Carnikava församling.
Genom administrativa reformen 2021, fick Ādaži stadsrättigheter (stadsstatus) den 1 juli 2022.

## Garnisonsstaden
I staden ligger Camp Adazi, som är en garnison och övningsområde för den lettiska armén i Ādaži. I september 2016 meddelade den lettiske försvarsminister Raimonds Bergmanis att infrastrukturen vid basen skulle "renoveras och moderniseras i snabb takt" som en förberedelse för den multinationella NATO-stridsgruppen ledd av Kanada som utplacerades till Lettland våren 2017.

## Geografi
Terrängen runt Ādaži är mycket platt. Runt Ādaži är det ganska glesbefolkat, med 35 invånare per kvadratkilometer. Närmaste större samhälle är Riga, 19,6 km sydväst om Ādaži. I omgivningarna runt Ādaži växer i huvudsak blandskog.